# Großer Preis von Italien (Motorrad)

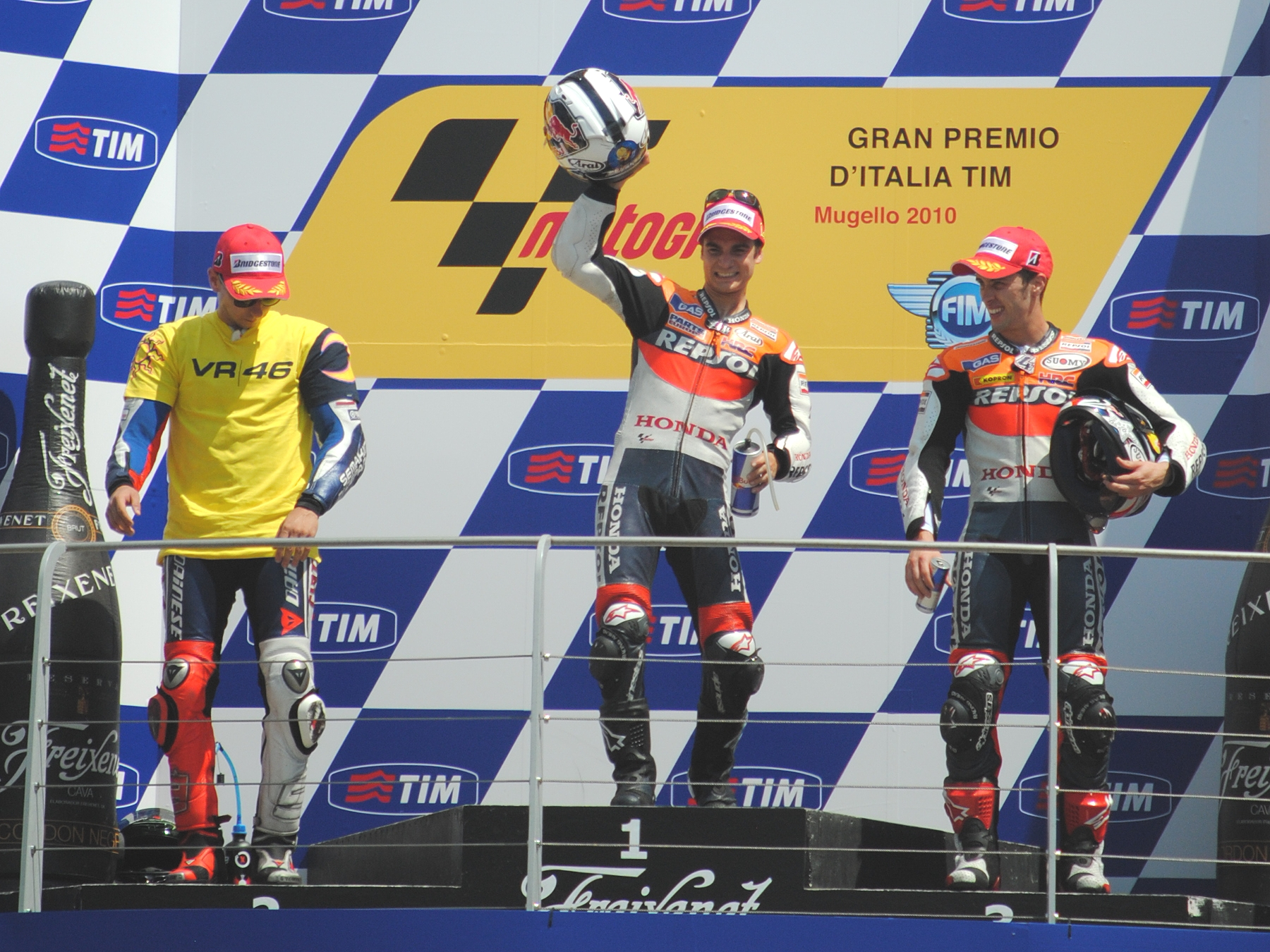
Siegerpodest des MotoGP-Laufes 2010: Jorge Lorenzo (l.), Dani Pedrosa (m.) und Andrea Dovizioso (r.)

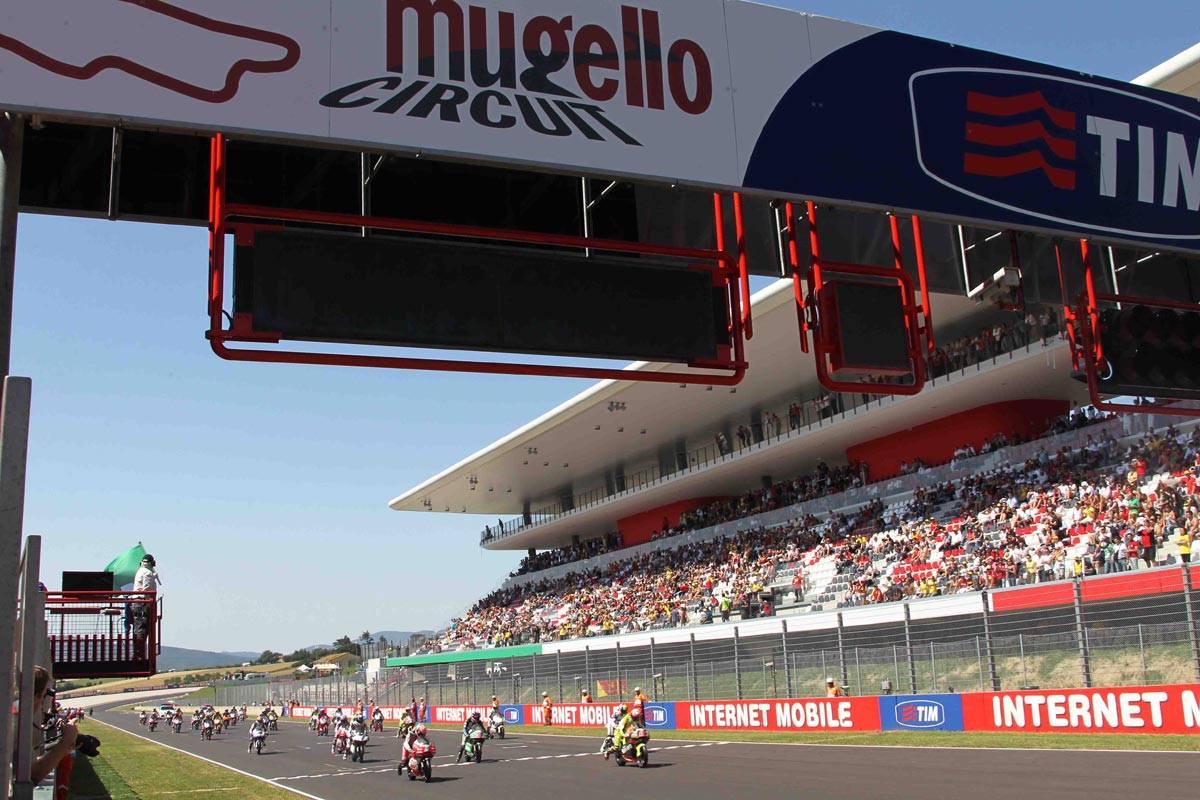
Start zum 125-cm³-Rennen um den Großen Preis von Italien 2011

Der Große Preis von Italien für Motorräder ist ein Motorrad-Rennen, das seit 1991 ausgetragen wird und seitdem zur Motorrad-Weltmeisterschaft zählt. Er findet auf dem Autodromo Internazionale del Mugello nahe Scarperia statt.

## Geschichte
Der erste offizielle Große Preis von Italien für Motorräder wurde wohl bereits im Jahr 1914 auf dem Circuito del Pino bei Turin ausgetragen. 1921 gab es in Turin wiederum einen Großen Preis von Italien, der auch unter dem Namen Gran Premio del Moto Club d’Italia lief. Den Gesamtsieg nach fünf Runden auf der etwa 37,6 km langen Pino-Rundstrecke errang Biagio Nazzaro auf 1000-cm³-Harley-Davidson mit einer Fahrzeit von etwa dreieinhalb Stunden. Zweiter wurde Domenico Malvisi (ebenfalls Harley-Davidson).
Ab 1922 wurde der Große Preis der Nationen in Monza veranstaltet. Dieses Rennen wurde in den Folgejahren zu einem der wichtigsten und prestigereichsten weltweit.
Von 1933 bis 1938 wurde der Große Preis der Nationen im faschistischen Italien als Großer Preis von Italien ausgetragen. Im Jahr 1935 fand kein Grand Prix statt, möglicherweise weil sich das Land wegen des Abessinienkrieges in einer außenpolitisch schwierigen Situation befand. 1939 wurde das Rennen wegen des Ausbruches des Zweiten Weltkrieges abgesagt.
Obwohl Italien als eines der Mutterländer des Motorrad-Rennsports gilt, gab es bis 1991 keinen offiziellen Grand Prix von Italien im Rahmen der Motorrad-WM. Stattdessen wurde von 1949 bis 1990 jährlich der Große Preis der Nationen in Italien ausgetragen.
1991 fand der Grand Prix im Autodromo di Santamonica in Misano Adriatico statt, seit 1994 wird er in Mugello ausgetragen.
Im Jahr 1993 kam es in Misano zu einem schweren Unfall, bei dem sich der 500-cm³-Weltmeister der Jahre 1990 bis 1992, Wayne Rainey, einen Bruch des sechsten Brustwirbels zuzog. Seitdem ist der US-Amerikaner querschnittgelähmt.
Rekord-Sieger ist Valentino Rossi, der seinen Heim-Grand-Prix neun Mal gewinnen konnte.

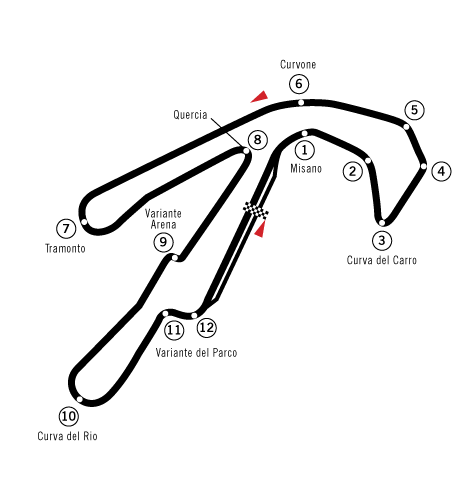
Autodromo di Santamonica
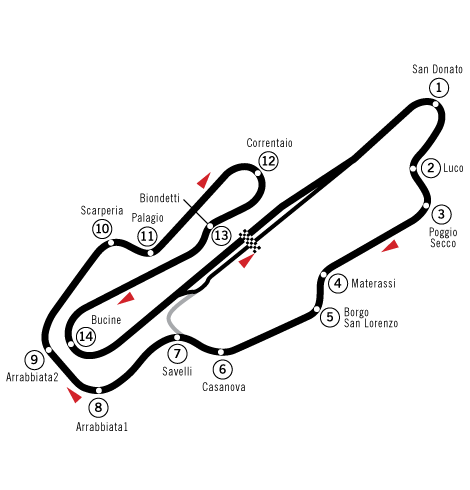
Autodromo Internazionale del Mugello

## Statistik

### Vor dem Zweiten Weltkrieg
| Jahr          | Rennen                   | Strecke           | Klasse   | Sieger                     |
| ------------- | ------------------------ | ----------------- | -------- | -------------------------- |
| 31. Mai 1914  | Großer Preis von Italien | Circuito del Pino | 350 cm³  | Carlo Borgo (Borgo)        |
| 31. Mai 1914  | Großer Preis von Italien | Circuito del Pino | 500 cm³  | Giovanni Ravelli (Triumph) |
|               |                          |                   |          |                            |
| 12. Juni 1921 | Großer Preis von Italien | Turin             | 350 cm³  | Ernesto Gnesa (Garelli)    |
| 12. Juni 1921 | Großer Preis von Italien | Turin             | 500 cm³  | Pierino Opessi (Triumph)   |
| 12. Juni 1921 | Großer Preis von Italien | Turin             | 750 cm³  | Primo Moretti (Frera)      |
| 12. Juni 1921 | Großer Preis von Italien | Turin             | 1000 cm³ | Biagio Nazzaro (Indian)    |

### Seit 1991
| Auflage | Jahr | Strecke | Klasse                                   | Sieger                                   | Zweiter                                  | Dritter                                  | Pole-Position                            | Schn. Rennrunde                          |
| ------- | ---- | ------- | ---------------------------------------- | ---------------------------------------- | ---------------------------------------- | ---------------------------------------- | ---------------------------------------- | ---------------------------------------- |
| 1       | 1991 | Misano  | 125 cm³                                  | Fausto Gresini (Honda)                   | Loris Capirossi (Honda)                  | Alessandro Gramigni (Aprilia)            | Fausto Gresini (Honda)                   | Fausto Gresini (Honda)                   |
| 1       | 1991 | Misano  | 250 cm³                                  | Luca Cadalora (Honda)                    | Helmut Bradl (Honda)                     | Pierfrancesco Chili (Aprilia)            | Helmut Bradl (Honda)                     | Luca Cadalora (Honda)                    |
| 1       | 1991 | Misano  | 500 cm³                                  | Mick Doohan (Honda)                      | John Kocinski (Yamaha)                   | Eddie Lawson (Cagiva)                    | Wayne Rainey (Yamaha)                    | Wayne Rainey (Yamaha)                    |
| 1       | 1991 | Misano  | Gespanne                                 | Webster / Simmons (LCR-Krauser)          | Streuer / Essaf (LCR-Krauser)            | Güdel / Güdel (LCR-Krauser)              | Biland / Waltisperg (LCR-Honda)          | Webster / Simmons (LCR-Krauser)          |
|         |      |         |                                          |                                          |                                          |                                          |                                          |                                          |
| 2       | 1992 | Mugello | 125 cm³                                  | Ezio Gianola (Honda)                     | Dirk Raudies (Honda)                     | Noboru Ueda (Honda)                      | Ezio Gianola (Honda)                     | Ezio Gianola (Honda)                     |
| 2       | 1992 | Mugello | 250 cm³                                  | Luca Cadalora (Honda)                    | Loris Reggiani (Aprilia)                 | Max Biaggi (Aprilia)                     | Pierfrancesco Chili (Aprilia)            | Luca Cadalora (Honda)                    |
| 2       | 1992 | Mugello | 500 cm³                                  | Kevin Schwantz (Suzuki)                  | Mick Doohan (Honda)                      | John Kocinski (Yamaha)                   | Mick Doohan (Honda)                      | Kevin Schwantz (Suzuki)                  |
|         |      |         |                                          |                                          |                                          |                                          |                                          |                                          |
| 3       | 1993 | Misano  | 125 cm³                                  | Dirk Raudies (Honda)                     | Kazuto Sakata (Honda)                    | Peter Öttl (Aprilia)                     | Kazuto Sakata (Honda)                    | Dirk Raudies (Honda)                     |
| 3       | 1993 | Misano  | 250 cm³                                  | Jean-Philippe Ruggia (Aprilia)           | Loris Capirossi (Honda)                  | Loris Reggiani (Honda)                   | Max Biaggi (Honda)                       | Tetsuya Harada (Yamaha)                  |
| 3       | 1993 | Misano  | 500 cm³                                  | Luca Cadalora (Yamaha)                   | Mick Doohan (Honda)                      | Kevin Schwantz (Suzuki)                  | Luca Cadalora (Yamaha)                   | Mick Doohan (Honda)                      |
|         |      |         |                                          |                                          |                                          |                                          |                                          |                                          |
| 4       | 1994 | Mugello | 125 cm³                                  | Noboru Ueda (Honda)                      | Kazuto Sakata (Aprilia)                  | Takeshi Tsujimura (Honda)                | Roberto Locatelli (Aprilia)              | Kazuto Sakata (Aprilia)                  |
| 4       | 1994 | Mugello | 250 cm³                                  | Ralf Waldmann (Honda)                    | Tetsuya Harada (Yamaha)                  | Loris Capirossi (Honda)                  | Max Biaggi (Aprilia)                     | Max Biaggi (Aprilia)                     |
| 4       | 1994 | Mugello | 500 cm³                                  | Mick Doohan (Honda)                      | Luca Cadalora (Yamaha)                   | Kevin Schwantz (Suzuki)                  | Luca Cadalora (Yamaha)                   | Luca Cadalora (Yamaha)                   |
|         |      |         |                                          |                                          |                                          |                                          |                                          |                                          |
| 5       | 1995 | Mugello | 125 cm³                                  | Haruchika Aoki (Honda)                   | Stefano Perugini (Aprilia)               | Masaki Tokudome (Aprilia)                | Kazuto Sakata (Aprilia)                  | Masaki Tokudome (Aprilia)                |
| 5       | 1995 | Mugello | 250 cm³                                  | Max Biaggi (Aprilia)                     | Tetsuya Harada (Yamaha)                  | Marcellino Lucchi (Aprilia)              | Max Biaggi (Aprilia)                     | Max Biaggi (Aprilia)                     |
| 5       | 1995 | Mugello | 500 cm³                                  | Mick Doohan (Honda)                      | Daryl Beattie (Suzuki)                   | Alberto Puig (Honda)                     | Mick Doohan (Honda)                      | Mick Doohan (Honda)                      |
| 5       | 1995 | Mugello | Gespanne                                 | Güdel / Güdel (LCR-BRM)                  | Dixon / Hetherington (Windle-ADM)        | Klaffenböck / Parzer (Windle-BRM)        | Biland / Waltisperg (LCR-BRM)            | Güdel / Güdel (LCR-BRM)                  |
|         |      |         |                                          |                                          |                                          |                                          |                                          |                                          |
| 6       | 1996 | Mugello | 125 cm³                                  | Peter Öttl (Aprilia)                     | Haruchika Aoki (Honda)                   | Kazuto Sakata (Aprilia)                  | Masaki Tokudome (Aprilia)                | Akira Saitō (Honda)                      |
| 6       | 1996 | Mugello | Gespanne                                 | Güdel / Güdel (LCR-BRM-Swissauto)        | Dixon / Hetherington (Windle-ADM)        | Webster / James (LCR-ADM)                | Güdel / Güdel (LCR-BRM-Swissauto)        | Biland / Waltisperg (LCR-BRM-Swissauto)  |
| 6       | 1996 | Mugello | 250 cm³                                  | Max Biaggi (Aprilia)                     | Marcellino Lucchi (Aprilia)              | Ralf Waldmann (Honda)                    | Max Biaggi (Aprilia)                     | Max Biaggi (Aprilia)                     |
| 6       | 1996 | Mugello | 500 cm³                                  | Mick Doohan (Honda)                      | Àlex Crivillé (Honda)                    | Luca Cadalora (Honda)                    | Mick Doohan (Honda)                      | Àlex Crivillé (Honda)                    |
|         |      |         |                                          |                                          |                                          |                                          |                                          |                                          |
| 7       | 1997 | Mugello | 125 cm³                                  | Valentino Rossi (Aprilia)                | Jorge Martínez (Aprilia)                 | Garry McCoy (Aprilia)                    | Jorge Martínez (Aprilia)                 | Noboru Ueda (Honda)                      |
| 7       | 1997 | Mugello | 250 cm³                                  | Max Biaggi (Honda)                       | Marcellino Lucchi (Aprilia)              | Loris Capirossi (Aprilia)                | Marcellino Lucchi (Aprilia)              | Ralf Waldmann (Honda)                    |
| 7       | 1997 | Mugello | 500 cm³                                  | Mick Doohan (Honda)                      | Luca Cadalora (Yamaha)                   | Nobuatsu Aoki (Honda)                    | Mick Doohan (Honda)                      | Mick Doohan (Honda)                      |
|         |      |         |                                          |                                          |                                          |                                          |                                          |                                          |
| 8       | 1998 | Mugello | 125 cm³                                  | Tomomi Manako (Honda)                    | Marco Melandri (Honda)                   | Masao Azuma (Honda)                      | Marco Melandri (Honda)                   | Tomomi Manako (Honda)                    |
| 8       | 1998 | Mugello | 250 cm³                                  | Marcellino Lucchi (Aprilia)              | Valentino Rossi (Aprilia)                | Tetsuya Harada (Aprilia)                 | Tetsuya Harada (Aprilia)                 | Marcellino Lucchi (Aprilia)              |
| 8       | 1998 | Mugello | 500 cm³                                  | Mick Doohan (Honda)                      | Max Biaggi (Honda)                       | Àlex Crivillé (Honda)                    | Mick Doohan (Honda)                      | Mick Doohan (Honda)                      |
|         |      |         |                                          |                                          |                                          |                                          |                                          |                                          |
| 9       | 1999 | Mugello | 125 cm³                                  | Roberto Locatelli (Aprilia)              | Marco Melandri (Honda)                   | Noboru Ueda (Honda)                      | Roberto Locatelli (Aprilia)              | Kazuto Sakata (Honda)                    |
| 9       | 1999 | Mugello | 250 cm³                                  | Valentino Rossi (Aprilia)                | Ralf Waldmann (Aprilia)                  | Tōru Ukawa (Honda)                       | Marcellino Lucchi (Aprilia)              | Valentino Rossi (Aprilia)                |
| 9       | 1999 | Mugello | 500 cm³                                  | Àlex Crivillé (Honda)                    | Max Biaggi (Yamaha)                      | Tadayuki Okada (Honda)                   | Tetsuya Harada (Aprilia)                 | Kenny Roberts jr. (Suzuki)               |
|         |      |         |                                          |                                          |                                          |                                          |                                          |                                          |
| 10      | 2000 | Mugello | 125 cm³                                  | Roberto Locatelli (Aprilia)              | Mirko Giansanti (Honda)                  | Masao Azuma (Honda)                      | Roberto Locatelli (Aprilia)              | Roberto Locatelli (Aprilia)              |
| 10      | 2000 | Mugello | 250 cm³                                  | Shin’ya Nakano (Yamaha)                  | Olivier Jacque (Yamaha)                  | Daijirō Katō (Honda)                     | Marcellino Lucchi (Aprilia)              | Shin’ya Nakano (Yamaha)                  |
| 10      | 2000 | Mugello | 500 cm³                                  | Loris Capirossi (Honda)                  | Carlos Checa (Yamaha)                    | Jeremy McWilliams (Aprilia)              | Alex Barros (Honda)                      | Loris Capirossi (Honda)                  |
|         |      |         |                                          |                                          |                                          |                                          |                                          |                                          |
| 11      | 2001 | Mugello | 125 cm³                                  | Noboru Ueda (TSR-Honda)                  | Gino Borsoi (Aprilia)                    | Manuel Poggiali (Gilera)                 | Yōichi Ui (Derbi)                        | Noboru Ueda (TSR-Honda)                  |
| 11      | 2001 | Mugello | 250 cm³                                  | Tetsuya Harada (Aprilia)                 | Roberto Rolfo (Aprilia)                  | Marco Melandri (Aprilia)                 | Tetsuya Harada (Aprilia)                 | Roberto Locatelli (Aprilia)              |
| 11      | 2001 | Mugello | 500 cm³                                  | Alex Barros (Honda)                      | Loris Capirossi (Honda)                  | Max Biaggi (Yamaha)                      | Valentino Rossi (Honda)                  | Valentino Rossi (Honda)                  |
|         |      |         |                                          |                                          |                                          |                                          |                                          |                                          |
| 12      | 2002 | Mugello | 125 cm³                                  | Manuel Poggiali (Gilera)                 | Yōichi Ui (Derbi)                        | Pablo Nieto (Aprilia)                    | Manuel Poggiali (Gilera)                 | Lucio Cecchinello (Aprilia)              |
| 12      | 2002 | Mugello | 250 cm³                                  | Marco Melandri (Aprilia)                 | Roberto Locatelli (Aprilia)              | Fonsi Nieto (Aprilia)                    | Franco Battaini (Aprilia)                | Fonsi Nieto (Aprilia)                    |
| 12      | 2002 | Mugello | MotoGP                                   | Valentino Rossi (Honda)                  | Max Biaggi (Yamaha)                      | Tōru Ukawa (Honda)                       | Valentino Rossi (Honda)                  | Tōru Ukawa (Honda)                       |
|         |      |         |                                          |                                          |                                          |                                          |                                          |                                          |
| 13      | 2003 | Mugello | 125 cm³                                  | Lucio Cecchinello (Aprilia)              | Dani Pedrosa (Honda)                     | Pablo Nieto (Aprilia)                    | Casey Stoner (Aprilia)                   | Gino Borsoi (Aprilia)                    |
| 13      | 2003 | Mugello | 250 cm³                                  | Manuel Poggiali (Aprilia)                | Fonsi Nieto (Aprilia)                    | Franco Battaini (Aprilia)                | Randy De Puniet (Aprilia)                | Randy De Puniet (Aprilia)                |
| 13      | 2003 | Mugello | MotoGP                                   | Valentino Rossi (Honda)                  | Loris Capirossi (Ducati)                 | Max Biaggi (Honda)                       | Valentino Rossi (Honda)                  | Loris Capirossi (Ducati)                 |
|         |      |         |                                          |                                          |                                          |                                          |                                          |                                          |
| 14      | 2004 | Mugello | 125 cm³                                  | Roberto Locatelli (Aprilia)              | Casey Stoner (KTM)                       | Héctor Barberá (Aprilia)                 | Steve Jenkner (Aprilia)                  | Pablo Nieto (Aprilia)                    |
| 14      | 2004 | Mugello | 250 cm³                                  | Sebastián Porto (Aprilia)                | Dani Pedrosa (Honda)                     | Manuel Poggiali (Aprilia)                | Sebastián Porto (Aprilia)                | Sebastián Porto (Aprilia)                |
| 14      | 2004 | Mugello | MotoGP                                   | Valentino Rossi (Yamaha)                 | Sete Gibernau (Honda)                    | Max Biaggi (Honda)                       | Sete Gibernau (Honda)                    | Sete Gibernau (Honda)                    |
|         |      |         |                                          |                                          |                                          |                                          |                                          |                                          |
| 15      | 2005 | Mugello | 125 cm³                                  | Gábor Talmácsi (KTM)                     | Thomas Lüthi (Honda)                     | Joan Olivé (Aprilia)                     | Mika Kallio (KTM)                        | Héctor Faubel (Aprilia)                  |
| 15      | 2005 | Mugello | 250 cm³                                  | Dani Pedrosa (Honda)                     | Jorge Lorenzo (Honda)                    | Alex De Angelis (Aprilia)                | Jorge Lorenzo (Honda)                    | Alex De Angelis (Aprilia)                |
| 15      | 2005 | Mugello | MotoGP                                   | Valentino Rossi (Yamaha)                 | Max Biaggi (Honda)                       | Loris Capirossi (Ducati)                 | Valentino Rossi (Yamaha)                 | Max Biaggi (Honda)                       |
|         |      |         |                                          |                                          |                                          |                                          |                                          |                                          |
| 16      | 2006 | Mugello | 125 cm³                                  | Mattia Pasini (Aprilia)                  | Álvaro Bautista (Aprilia)                | Lukáš Pešek (Derbi)                      | Lukáš Pešek (Derbi)                      | Mattia Pasini (Aprilia)                  |
| 16      | 2006 | Mugello | 250 cm³                                  | Jorge Lorenzo (Aprilia)                  | Alex De Angelis (Aprilia)                | Andrea Dovizioso (Honda)                 | Jorge Lorenzo (Aprilia)                  | Roberto Locatelli (Aprilia)              |
| 16      | 2006 | Mugello | MotoGP                                   | Valentino Rossi (Yamaha)                 | Loris Capirossi (Ducati)                 | Nicky Hayden (Honda)                     | Sete Gibernau (Ducati)                   | Loris Capirossi (Ducati)                 |
|         |      |         |                                          |                                          |                                          |                                          |                                          |                                          |
| 17      | 2007 | Mugello | 125 cm³                                  | Héctor Faubel (Aprilia)                  | Sergio Gadea (Aprilia)                   | Simone Corsi (Aprilia)                   | Héctor Faubel (Aprilia)                  | Sergio Gadea (Aprilia)                   |
| 17      | 2007 | Mugello | 250 cm³                                  | Jorge Lorenzo (Aprilia)                  | Alex De Angelis (Aprilia)                | Héctor Barberá (Aprilia)                 | Álvaro Bautista (Aprilia)                | Héctor Barberá (Aprilia)                 |
| 17      | 2007 | Mugello | MotoGP                                   | Valentino Rossi (Yamaha)                 | Dani Pedrosa (Honda)                     | Alex Barros (Ducati)                     | Casey Stoner (Ducati)                    | Dani Pedrosa (Honda)                     |
|         |      |         |                                          |                                          |                                          |                                          |                                          |                                          |
| 18      | 2008 | Mugello | 125 cm³                                  | Simone Corsi (Aprilia)                   | Gábor Talmácsi (Aprilia)                 | Pol Espargaró (Derbi)                    | Raffaele De Rosa (KTM)                   | Mike Di Meglio (Derbi)                   |
| 18      | 2008 | Mugello | 250 cm³                                  | Marco Simoncelli (Gilera)                | Alex Debón (Aprilia)                     | Thomas Lüthi (Aprilia)                   | Héctor Barberá (Aprilia)                 | Álvaro Bautista (Aprilia)                |
| 18      | 2008 | Mugello | MotoGP                                   | Valentino Rossi (Yamaha)                 | Casey Stoner (Ducati)                    | Dani Pedrosa (Honda)                     | Valentino Rossi (Yamaha)                 | Casey Stoner (Ducati)                    |
|         |      |         |                                          |                                          |                                          |                                          |                                          |                                          |
| 19      | 2009 | Mugello | 125 cm³                                  | Bradley Smith (Aprilia)                  | Nicolás Terol (Aprilia)                  | Julián Simón (Aprilia)                   | Bradley Smith (Aprilia)                  | Julián Simón (Aprilia)                   |
| 19      | 2009 | Mugello | 250 cm³                                  | Mattia Pasini (Aprilia)                  | Marco Simoncelli (Gilera)                | Álvaro Bautista (Aprilia)                | Álvaro Bautista (Aprilia)                | Marco Simoncelli (Gilera)                |
| 19      | 2009 | Mugello | MotoGP                                   | Casey Stoner (Ducati)                    | Jorge Lorenzo (Yamaha)                   | Valentino Rossi (Yamaha)                 | Jorge Lorenzo (Yamaha)                   | Valentino Rossi (Yamaha)                 |
|         |      |         |                                          |                                          |                                          |                                          |                                          |                                          |
| 20      | 2010 | Mugello | 125 cm³                                  | Marc Márquez (Derbi)                     | Nicolás Terol (Aprilia)                  | Pol Espargaró (Derbi)                    | Sandro Cortese (Derbi)                   | Bradley Smith (Aprilia)                  |
| 20      | 2010 | Mugello | Moto2                                    | Andrea Iannone (Speed Up)                | Sergio Gadea (Pons-Kalex)                | Simone Corsi (Motobi)                    | Andrea Iannone (Speed Up)                | Andrea Iannone (Speed Up)                |
| 20      | 2010 | Mugello | MotoGP                                   | Dani Pedrosa (Honda)                     | Jorge Lorenzo (Yamaha)                   | Andrea Dovizioso (Honda)                 | Dani Pedrosa (Honda)                     | Dani Pedrosa (Honda)                     |
|         |      |         |                                          |                                          |                                          |                                          |                                          |                                          |
| 21      | 2011 | Mugello | 125 cm³                                  | Nicolás Terol (Aprilia)                  | Johann Zarco (Derbi)                     | Maverick Viñales (Aprilia)               | Johann Zarco (Derbi)                     | Johann Zarco (Derbi)                     |
| 21      | 2011 | Mugello | Moto2                                    | Marc Márquez (Suter)                     | Stefan Bradl (Kalex)                     | Bradley Smith (Tech 3)                   | Marc Márquez (Suter)                     | Stefan Bradl (Kalex)                     |
| 21      | 2011 | Mugello | MotoGP                                   | Jorge Lorenzo (Yamaha)                   | Andrea Dovizioso (Honda)                 | Casey Stoner (Honda)                     | Casey Stoner (Honda)                     | Jorge Lorenzo (Yamaha)                   |
|         |      |         |                                          |                                          |                                          |                                          |                                          |                                          |
| 22      | 2012 | Mugello | Moto3                                    | Maverick Viñales (FTR-Honda)             | Romano Fenati (FTR-Honda)                | Sandro Cortese (KTM)                     | Maverick Viñales (FTR-Honda)             | Sandro Cortese (KTM)                     |
| 22      | 2012 | Mugello | Moto2                                    | Andrea Iannone (Speed Up)                | Pol Espargaró (Kalex)                    | Thomas Lüthi (Suter)                     | Pol Espargaró (Kalex)                    | Thomas Lüthi (Suter)                     |
| 22      | 2012 | Mugello | MotoGP                                   | Jorge Lorenzo (Yamaha)                   | Dani Pedrosa (Honda)                     | Andrea Dovizioso (Yamaha)                | Dani Pedrosa (Honda)                     | Dani Pedrosa (Honda)                     |
|         |      |         |                                          |                                          |                                          |                                          |                                          |                                          |
| 24      | 2013 | Mugello | Moto3                                    | Luis Salom (KTM)                         | Álex Rins (KTM)                          | Maverick Viñales (KTM)                   | Jonas Folger (Kalex-KTM)                 | Miguel Oliveira (Mahindra)               |
| 24      | 2013 | Mugello | Moto2                                    | Scott Redding (Kalex)                    | Nicolás Terol (Suter)                    | Johann Zarco (Suter)                     | Scott Redding (Kalex)                    | Johann Zarco (Suter)                     |
| 24      | 2013 | Mugello | MotoGP                                   | Jorge Lorenzo (Yamaha)                   | Dani Pedrosa (Honda)                     | Cal Crutchlow (Yamaha)                   | Dani Pedrosa (Honda)                     | Marc Márquez (Honda)                     |
|         |      |         |                                          |                                          |                                          |                                          |                                          |                                          |
| 23      | 2014 | Mugello | Moto3                                    | Romano Fenati (KTM)                      | Isaac Viñales (KTM)                      | Álex Rins (Honda)                        | Álex Rins (Honda)                        | Efrén Vázquez (Honda)                    |
| 23      | 2014 | Mugello | Moto2                                    | Esteve Rabat (Kalex)                     | Luis Salom (Kalex)                       | Jonas Folger (Kalex)                     | Esteve Rabat (Kalex)                     | Esteve Rabat (Kalex)                     |
| 23      | 2014 | Mugello | MotoGP                                   | Marc Márquez (Honda)                     | Jorge Lorenzo (Yamaha)                   | Valentino Rossi (Yamaha)                 | Marc Márquez (Honda)                     | Marc Márquez (Honda)                     |
|         |      |         |                                          |                                          |                                          |                                          |                                          |                                          |
| 23      | 2015 | Mugello | Moto3                                    | Miguel Oliveira (KTM)                    | Danny Kent (Honda)                       | Romano Fenati (KTM)                      | Danny Kent (Honda)                       | Brad Binder (KTM)                        |
| 23      | 2015 | Mugello | Moto2                                    | Esteve Rabat (Kalex)                     | Johann Zarco (Kalex)                     | Dominique Aegerter (Kalex)               | Sam Lowes (Speed Up)                     | Esteve Rabat (Kalex)                     |
| 23      | 2015 | Mugello | MotoGP                                   | Jorge Lorenzo (Yamaha)                   | Andrea Iannone (Ducati)                  | Valentino Rossi (Yamaha)                 | Andrea Iannone (Ducati)                  | Marc Márquez (Honda)                     |
|         |      |         |                                          |                                          |                                          |                                          |                                          |                                          |
| 24      | 2016 | Mugello | Moto3                                    | Brad Binder (KTM)                        | Fabio Di Giannantonio (Honda)            | Francesco Bagnaia (Mahindra)             | Romano Fenati (KTM)                      | Juanfran Guevara (KTM)                   |
| 24      | 2016 | Mugello | Moto2                                    | Johann Zarco (Kalex)                     | Lorenzo Baldassarri (Kalex)              | Sam Lowes (Kalex)                        | Sam Lowes (Kalex)                        | Sam Lowes (Kalex)                        |
| 24      | 2016 | Mugello | MotoGP                                   | Jorge Lorenzo (Yamaha)                   | Marc Márquez (Honda)                     | Andrea Iannone (Ducati)                  | Valentino Rossi (Yamaha)                 | Andrea Iannone (Ducati)                  |
|         |      |         |                                          |                                          |                                          |                                          |                                          |                                          |
| 25      | 2017 | Mugello | Moto3                                    | Andrea Migno (KTM)                       | Fabio Di Giannantonio (Honda)            | Juanfran Guevara (KTM)                   | Jorge Martín (Honda)                     | Arón Canet (Honda)                       |
| 25      | 2017 | Mugello | Moto2                                    | Mattia Pasini (Kalex)                    | Thomas Lüthi (Kalex)                     | Álex Márquez (Kalex)                     | Franco Morbidelli (Kalex)                | Thomas Lüthi (Kalex)                     |
| 25      | 2017 | Mugello | MotoGP                                   | Andrea Dovizioso (Ducati)                | Maverick Viñales (Yamaha)                | Danilo Petrucci (Ducati)                 | Maverick Viñales (Yamaha)                | Maverick Viñales (Yamaha)                |
|         |      |         |                                          |                                          |                                          |                                          |                                          |                                          |
| 26      | 2018 | Mugello | Moto3                                    | Jorge Martín (Honda)                     | Marco Bezzecchi (KTM)                    | Fabio Di Giannantonio (Honda)            | Jorge Martín (Honda)                     | Fabio Di Giannantonio (Honda)            |
| 26      | 2018 | Mugello | Moto2                                    | Miguel Oliveira (KTM)                    | Lorenzo Baldassarri (Kalex)              | Joan Mir (Kalex)                         | Mattia Pasini (Kalex)                    | Miguel Oliveira (KTM)                    |
| 26      | 2018 | Mugello | MotoGP                                   | Jorge Lorenzo (Ducati)                   | Andrea Dovizioso (Ducati)                | Valentino Rossi (Yamaha)                 | Valentino Rossi (Yamaha)                 | Danilo Petrucci (Ducati)                 |
|         |      |         |                                          |                                          |                                          |                                          |                                          |                                          |
| 27      | 2019 | Mugello | Moto3                                    | Tony Arbolino (Honda)                    | Lorenzo Dalla Porta (Honda)              | Jaume Masiá (KTM)                        | Tony Arbolino (Honda)                    | Niccolò Antonelli (Honda)                |
| 27      | 2019 | Mugello | Moto2                                    | Álex Márquez (Kalex)                     | Luca Marini (Kalex)                      | Thomas Lüthi (Kalex)                     | Marcel Schrötter (Kalex)                 | Álex Márquez (Kalex)                     |
| 27      | 2019 | Mugello | MotoGP                                   | Danilo Petrucci (Ducati)                 | Marc Márquez (Honda)                     | Andrea Dovizioso (Ducati)                | Marc Márquez (Honda)                     | Jack Miller (Ducati)                     |
|         |      |         |                                          |                                          |                                          |                                          |                                          |                                          |
| –       | 2020 | Mugello | Abgesagt aufgrund der COVID-19-Pandemie. | Abgesagt aufgrund der COVID-19-Pandemie. | Abgesagt aufgrund der COVID-19-Pandemie. | Abgesagt aufgrund der COVID-19-Pandemie. | Abgesagt aufgrund der COVID-19-Pandemie. | Abgesagt aufgrund der COVID-19-Pandemie. |
|         |      |         |                                          |                                          |                                          |                                          |                                          |                                          |
| 28      | 2021 | Mugello | Moto3                                    | Dennis Foggia (Honda)                    | Jaume Masiá (KTM)                        | Gabriel Rodrigo (Honda)                  | Tatsuki Suzuki (Honda)                   | Sergio García (Honda)                    |
| 28      | 2021 | Mugello | Moto2                                    | Remy Gardner (Kalex)                     | Raúl Fernández (Kalex)                   | Marco Bezzecchi (Kalex)                  | Raúl Fernández (Kalex)                   | Sam Lowes (Kalex)                        |
| 28      | 2021 | Mugello | MotoGP                                   | Fabio Quartararo (Yamaha)                | Miguel Oliveira (KTM)                    | Joan Mir (Suzuki)                        | Fabio Quartararo (Yamaha)                | Johann Zarco (Ducati)                    |
|         |      |         |                                          |                                          |                                          |                                          |                                          |                                          |
| 29      | 2022 | Mugello | Moto3                                    | Sergio García (GasGas)                   | Izan Guevara (GasGas)                    | Tatsuki Suzuki (Honda)                   | Dennis Foggia (Honda)                    | Riccardo Rossi (Honda)                   |
| 29      | 2022 | Mugello | Moto2                                    | Pedro Acosta (Kalex)                     | Joe Roberts (Kalex)                      | Ai Ogura (Kalex)                         | Arón Canet (Kalex)                       | Augusto Fernández (Kalex)                |
| 29      | 2022 | Mugello | MotoGP                                   | Francesco Bagnaia (Ducati)               | Fabio Quartararo (Yamaha)                | Aleix Espargaró (Aprilia)                | Fabio Di Giannantonio (Ducati)           | Francesco Bagnaia (Ducati)               |
|         |      |         |                                          |                                          |                                          |                                          |                                          |                                          |
| 30      | 2023 | Mugello | Moto3                                    | Daniel Holgado (KTM)                     | Deniz Öncü (KTM)                         | Ayumu Sasaki (Husqvarna)                 | Deniz Öncü (KTM)                         | Ayumu Sasaki (Husqvarna)                 |
| 30      | 2023 | Mugello | Moto2                                    | Pedro Acosta (Kalex)                     | Tony Arbolino (Kalex)                    | Jake Dixon (Kalex)                       | Arón Canet (Kalex)                       | Pedro Acosta (Kalex)                     |
| 30      | 2023 | Mugello | MotoGP                                   | Francesco Bagnaia (Ducati)               | Jorge Martín (Ducati)                    | Johann Zarco (Ducati)                    | Francesco Bagnaia (Ducati)               | Francesco Bagnaia (Ducati)               |
|         |      |         |                                          |                                          |                                          |                                          |                                          |                                          |
| 31      | 2024 | Mugello | MotoE (Rennen 1)                         | Mattia Casadei (Ducati)                  | Alessandro Zaccone (Ducati)              | Héctor Garzó (Ducati)                    | Alessandro Zaccone (Ducati)              | Alessandro Zaccone (Ducati)              |
| 31      | 2024 | Mugello | MotoE (Rennen 2)                         | Kevin Zannoni (Ducati)                   | Mattia Casadei (Ducati)                  | Eric Granado (Ducati)                    | Alessandro Zaccone (Ducati)              | Nicholas Spinelli (Ducati)               |
| 31      | 2024 | Mugello | Moto3                                    | David Alonso (CFMoto)                    | Collin Veijer (Husqvarna)                | Ryusei Yamanaka (KTM)                    | David Alonso (CFMoto)                    | Collin Veijer (Husqvarna)                |
| 31      | 2024 | Mugello | Moto2                                    | Joe Roberts (Kalex)                      | Manuel González (Kalex)                  | Alonso López (Boscoscuro)                | Joe Roberts (Kalex)                      | Arón Canet (Kalex)                       |
| 31      | 2024 | Mugello | MotoGP                                   | Francesco Bagnaia (Ducati)               | Enea Bastianini (Ducati)                 | Jorge Martín (Ducati)                    | Jorge Martín (Ducati)                    | Francesco Bagnaia (Ducati)               |

Rekordsieger Fahrer: Valentino Rossi (9)

### Liste der tödlich verunglückten Rennfahrer
| Fahrer           | Sterbedatum  | Klasse |
| ---------------- | ------------ | ------ |
| Jason Dupasquier | 30. Mai 2021 | Moto3  |

## Verweise